# Rosa uniflora
Rosa uniflora — вид рослин з родини трояндових (Rosaceae).

## Опис
Невеликий випростаний кущ 25–50 см заввишки. Стебла тонкі, окремішні, з гострими шипами.

## Поширення
Вид зростає в Кабардино-Балкарській Республіці.